# Kagohl 4

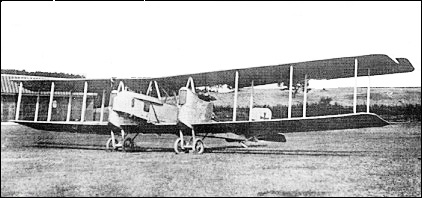
Samolot Gorha G. III, jaki używała jednostka

Kampfgeschwader der Obersten Heeresleitung 4' – Kagohl 4 – jednostka lotnictwa niemieckiego Luftstreitkräfte z okresu I wojny światowej.

## Informacje ogólne
Jednostka została utworzona we Fliegerersatz Abteilung Nr. 7 i została zmobilizowana 23 marca 1916. Składała się z sześciu jednostek bojowych Kampfstaffeln, każda po 6 samolotów. Kasta 19, Kasta 20, Kasta 21, Kasta 22, Kasta 23 i Kasta 24.
W Kagohl 4 służyli między innymi (późniejsze asy myśliwskie): Hermann Frommherz, Lothar von Richthofen, Karl Bolle, Hermann Stutz, Otto Creutzmann, Johannes Janzen, Albert Haussmann, Hans „Franz” Nülle, Julius Schmidt, Georg Schlenker, Joachim von Busse, Oskar von Boenigk.
Dywizjon używał między innymi samolotów Albatros C.III, Gotha G.III.

## Dowódcy Eskadry
| Stopień | Nazwisko           | Okres              |
| ------- | ------------------ | ------------------ |
| kapitan | Günther von Detten | do 21 czerwca 1916 |
| kapitan | ?                  | od 22 czerwca 1916 |